# Майское (Киевская область)
Майское (укр. Майське) — село, входит в Згуровскую поселковую общину Броварского района Киевской области Украины. До 2020 года входило в состав Згуровского района.
Население по переписи 2001 года составляло 173 человека. Почтовый индекс — 07641. Телефонный код — 4570. Занимает площадь 0,771 км². Код КОАТУУ — 3221987905.

## Местный совет
07641, Київська обл., Згурівський р-н, с. Шевченкове, вул. Шевченка